# Bernard Picard
Pour les articles homonymes, voir Picard (homonymie).

Bernard Picard,(1925, Colmar, Haut-Rhin-1998, Israël) est un éducateur juif français, ancien du mouvement de jeunesse Yechouroun, qui dirigea avec son épouse Marianne Picard (1929-2006), des écoles juives à Paris : Lucien-de-Hirsch, puis l'école Yabné avant de s'installer en Israël, en 1992. Son influence est importante dans la communauté juive française.

## Éléments biographiques
Bernard Picard est né en 1925 à Colmar, dans le Haut-Rhin.
En 1945 il épouse Marianne Schwab, également native de Colmar. Ils enseignent tous les deux à l'école Lucien-de-Hirsch, Bernard en étant le directeur de 1950 à 1965. Marianne Picard lui succède à ce poste et dirige l'école de 1965 à 1992, alors que son époux prend la direction de l'école Yabné de 1965 à 1992. En 1992, ils s'installent en Israël.